# Groninger (rasa koni)

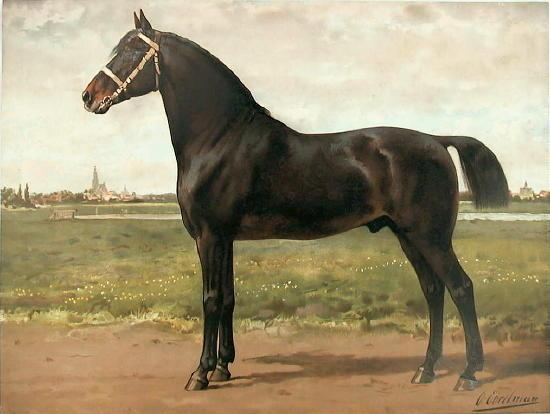
Groninger

Groninger – jedna z gorącokrwistych ras konia domowego, obok gelderlandera stanowi odmianę tradycyjnego holenderskiego konia roboczego.
Konie te pochodzą od rodzimych koni gorącokrwistych, na które wpływ wywarły rasy: normandzkia, norfolska, holsztyńska i oldenburska. Pokrój podobny do gelderlanderów, z którymi groningery współtworzyły holenderskiego konia gorącokrwistego. Rasa groninger jest obecnie dość rzadka. Użytkowana jest pod siodło i jako koń zaprzęgowy.